# Szimoza
Szimoza – materiał wybuchowy, forma kwasu pikrynowego opracowana przez japońskiego chemika Masachikę Shimosego i nazwana od jego nazwiska. Szimoza była używana przez Japońską Cesarską Marynarkę Wojenną w czasie wojny japońsko-rosyjskiej i II wojny światowej.

## Historia
Masachika Shimose rozpoczął pracę nad stworzeniem nowego materiału wybuchowego po rozpoczęciu pracy w arsenale Marynarki Wojennej. Ówczesny szef zbrojowni, w której pracował Shimose, zasugerował mu, aby spróbował opracować nowy rodzaj materiału wybuchowego, zupełnie innego typu niż używana wówczas powszechnie nitroceluloza. Prace zakończyły się sukcesem w 1888, a otrzymany materiał wybuchowy miał znacznie większą moc od innych tego typu środków używanych wówczas na świecie.
Aby maksymalnie wykorzystać dużą wybuchowość szimozy, opracowano specjalne pociski do dział morskich. W odróżnieniu od większości ówczesnych pocisków morskich, które miały typową konstrukcję przeciwpancerną, z grubymi ściankami mającymi zmaksymalizować penetrację pancerza, pociski z szimozą zostały zaprojektowane tak, aby maksymalnie wykorzystać dwie najważniejsze właściwości wybuchu szimozy – duże ciśnienie i wysoką temperaturę. Pociski z szimozą, znane popularnie jako furoshiki, miały ścianki cieńsze od typowych pocisków przeciwpancernych i zawierały do 10% materiału wybuchowego (typowe morskie pociski przeciwpancerne zawierały 2–3% materiału wybuchowego). W pociskach tych stosowano specjalne zapalniki typu ijūin (od nazwiska admirała Gorō Ijūina), które zapewniały ich eksplozję w momencie uderzenia w pancerz, niszcząc zewnętrzne części okrętów, a nie wybuchając w jego wnętrzu. Połączenie tych trzech technologii, szimozy, pocisków furoshiki i zapalnika ijūin, umożliwiło stworzenie bardzo dobrej broni, która wykazała swoją skuteczność w czasie walk z okrętami rosyjskimi.
Nowy materiał wybuchowy został użyty bojowo po raz pierwszy w czasie wojny japońsko-rosyjskiej. Wybuchowość szimozy była dużo wyższa od ówczesnych rosyjskich materiałów wybuchowych. Początkowo Rosjanie sądzili, że Japończycy używali brytyjskiego lydditu. Ówczesna prasa światowa szeroko opisywała japoński środek wybuchowy jako „rewolucyjny” i najsilniejszy na świecie, przepis na jego wykonanie był wówczas ściśle chroniony i jego natura była wówczas nieznana dla postronnych obserwatorów. Użycie szimozy dało wojskom japońskim w czasie wojny znaczącą przewagę nad wojskami rosyjskimi.
Szimoza używana była jeszcze w czasie II wojny światowej w niektórych bombach i torpedach Marynarki.